# 汉堡峰会
汉堡峰会：中国与欧洲相遇是有关中华人民共和国与欧洲经济关系的高级别会议，每两年定期在德国汉堡举办一次。汉堡峰会最早于2004年由汉堡商会发起，旨在为中欧之间搭建公开对话的平台，并改善双方之间的经济关系。

## 历史
在一次谈话中，德国前总理赫尔穆特·施密特与汉堡市市长和汉堡商会共同倡议提出了举办“汉堡峰会：中国与欧洲相遇”的主张，以期加强中欧之间的经济和政治对话，并且进一步推动双边经济关机。
汉堡以其与中国之间突出的经济关系而成为了峰会的举办地点。作为一个设有550多家中国公司的大城市，汉堡已经成为了中国企业在欧洲最重要的立足点，除了中远集运、中海集运、中外运这些港口依赖型企业外，许多中国大型工业集团公司也将其欧洲区的分支机构总部设在了汉堡，这其中就包括宝钢、中钢这样的巨头。此外，汉堡有将近700家公司与中国有业务往来。而对于北欧、中欧和东欧而言，汉堡也是与中国关联的交通枢纽，汉堡是大部分从中国进口商品运往新欧盟成员国、俄罗斯、西欧和南欧的转运和分散中心。汉堡港三分之一的集装箱往来与中国有关。
2004年
首届“汉堡峰会”于2004年举行。前德国总理赫尔穆特·施密特出席会议，并与350多位来自政界、经济界和科学界的重要人士共同就中欧关系的状况进行了探讨。代表中华人民共和国政府出席当届峰会的是前副总理曾培炎。
2006年
早在第二届“汉堡峰会”上，中华人民共和国总理温家宝作为嘉宾出席，并强调了峰会的重要意义。此外，前德国总理赫尔穆特·科尔和赫尔穆特·施密特，也在会议上发表了演讲。
德国著名中国问题专家桑德·施耐德在本届汉堡峰会接受德國之聲採訪時說，谈到中国的时候，「所有我们学过的有关共产主义体制的知识都是一钱不值」，中国现在当政的是一批工作效率极高的政治精英；中国的领导人们在过去25年里使这个拥有众多问题的大国保持稳定，「这是很了不起的」，欧洲人必须表示敬佩；德国、欧洲开始实现经济腾飞的时候未曾想到民主，民主不是前提、而是结果；每个人的脑中都有一个「中国的形象」，但这形象更多反映的是持有这一形象的人，跟现实中的中国没有任何关系。
2008年
第三届“汉堡峰会”于2008年举办，时值中德关系“冰冻期”刚结束之后。德国总理安格拉·默克尔于2007年会见十四世达赖喇嘛，造成了当时的中德关系陷入困境。而2008年秋季举办的“汉堡峰会”则是高级别的中国政界人士在那次事件后首次访德，也成为了双边关系低潮期后第一次重要的接触机会。出席当届峰会的嘉宾包括时任德国外长兼副总理的弗兰克·瓦尔特·施泰因迈尔、前中国副总理张德江以及前欧盟税务专员拉兹洛·科瓦奇。
2010年
第四届“汉堡峰会”的与会者超过了400名，峰会主题明显受到了刚结束的经济和金融危机以及受到波及的中欧经济关系的影响。代表中国政府出席峰会的是国务院秘书长马凯，而代表德国政府出席的则是前德国外长兼副总理吉多·韦斯特韦勒博士。此外，嘉宾阵容中还包括欧盟委员会副主席、欧盟竞争事务专员华金·阿尔穆尼亚。
2012年
第五届“汉堡峰会”于2012年11月28日至30日在汉堡商会举行。在第五届“汉堡峰会：中国与欧洲相遇”开幕式上，中国科技部部长万钢、前德国科研部部长安妮特·沙万与欧洲议会副议长乔吉奥斯·帕帕斯塔姆卡罗斯教授分别在致词中阐述了对中欧经济关系的见解。本届峰会在六个主题论坛内就世界经济形势、中欧贸易关系、人民币自由化、智能城市、原材料供应以及中欧在多极世界中的战略等问题展开了广泛而深入的讨论。中国领导层换届影响和欧洲主权债务危机成为了所有演讲和讨论的焦点。而德国前总理赫尔穆特·施密特与美国前国务卿亨利·基辛格的讨论与对话活动，更是本届峰会的亮点；他们共同探讨了中国、欧洲及美国在世界政治格局中的地位及作用。此次峰会共有来自21个国家、200家媒体代表的440名与会者应邀参与。
2014年
第六届“汉堡峰会”于2014年10月10日和11日在汉堡工商大会召开。受邀与会嘉宾包括中国国务院总理李克强、卢森堡首相泽维尔·贝特、欧洲议会主席马丁·舒尔茨和联邦德国外长弗兰克·瓦尔特·施泰因迈尔。李克强在闭幕陈辞中强调了与欧洲合作对于中国落实改革项目的重要性，为进一步强化双边合作奠定了决定性的基础。除了高级嘉宾外，共有665位各界人士参与了第六届“汉堡峰会”。
2016年
第七届“汉堡峰会”于2016年11月23日至24日在汉堡商会举行。受邀与会嘉宾包括中华人民共和国国务院副总理刘延东、于尔基·卡泰宁、欧盟委员会副主席、前外长兼副总理弗兰克·瓦尔特·施泰因迈尔博士。除了高级嘉宾外，共有560位各界人士参与了第七届“汉堡峰会”。
2018年
第八届“汉堡峰会”于2018年秋时在汉堡商会举行。

## 内容
汉堡峰会将来自政界、经济界和科学界的精英聚集在一起，就中欧经济对话的最新课题和挑战进行讨论。而恰恰是在2008年汉堡峰会后不久即爆发的全球经济危机以及2009年年底以來的欧债危机这样的困难时期，就更加需要汉堡峰会这样的论坛，将与中国的对话保持在中立的政治层面上并进一步深化。
汉堡峰会的经常性主题包括中国和欧洲在世界经济中的角色、中国和欧盟之间的贸易关系、能源和原材料保护以及可持续发展与环保方面的问题、中欧投资等等。其中所涉及的不仅是泛泛的理论问题，而且因大批经济界“实干人士”的与会而会得出一些具体的解决方案，例如智能城市方案。
汉堡峰会期间将颁发两个奖项。一个是“中欧伙伴关系奖”，2012年获奖者是德国亚太经济联合会 （OAV） 主席、德意志银行管理委员会联合主席于尔根·费深。2014年度“中欧合作伙伴关系奖”颁给了峰会时间最长的协办方 — 中国工业经济联合会（CFIE）, 2016年度获奖者是格哈特·施罗德 （Gerhard Schröder），德意志联邦共和国前总理， 汉堡峰会：’中国与欧洲相遇’ 名誉主席。另一个则是“中欧可持续发展奖”，2012 年该奖得主是中国国家电网公司，这家中国企业在“智能电网”建设领域中所取得的成绩举世瞩目 2014年度“中欧合作伙伴关系奖”颁给了峰会时间最长的协办方 — 中国工业经济联合会（CFIE）；而2014年度“中欧可持续性发展奖”则授予了宝马集团战略与规划及环境总裁莱纳·弗伊勒博士（Dr. Rainer Feurer）。宝马在中国为可持续性发展的生产确立了新的标准. 2016年获奖者是正泰集团股份有限公司.

2004年开始，汉堡商会便与中国工业经济联合会之间合作紧密：中国工业经济联合会是副主办方，每次都会派高级别经济代表团前往汉堡。2010年开始，汉堡峰会与中国服务贸易协会紧密合作。

## 前几届峰会的演讲人士
中国政府代表 
- 2004 年：前国务院副总理曾培炎
- 2006 年：前国务院总理温家宝
- 2008 年：前国务院副总理张德江
- 2010 年：前国务院秘书长马凯
- 2012 年：第11届全国政协副主席、中华人民共和国科技部部长万钢
- 2014 年: 中国国务院总理李克强
- 2016 年: 中华人民共和国国务院副总理刘延东

欧盟委员会代表
- 2008 年：前欧盟委员会税务及海关事务专员拉兹洛·科瓦奇
- 2010 年：欧盟委员会副主席华金·阿尔穆尼亚
- 2012 年：欧盟委员会贸易专员卡雷尔·德古特
- 2012 年：欧洲议会副议长乔吉奥斯·帕帕斯塔姆卡罗斯教授博士
- 2012 年：欧洲议会外交事务委员会主席埃玛·布洛克
- 2014 年：泽维尔·贝特，卢森堡首相
- 2014 年：欧洲议会主席马丁·舒尔茨
- 2016 年: 于尔基·卡泰宁,欧盟委员会副主席

德国政府代表
- 2006 年：前经济部长米夏埃尔·格罗斯
- 2008 和2016 年：前外长兼副总理弗兰克·瓦尔特·施泰因迈尔博士
- 2010 年：前外长兼副总理吉多·韦斯特韦勒博士
- 2012 年：前德国联邦教育和科研部部长安妮特·沙万

其它国家政府代表
- 2008 年：前澳大利亚总理鮑勃·霍克
- 2008 年：法国经济和工业部国务秘书 Anne Marie Idrac
- 2008 年：阿拉伯联合酋长国外长 Skeikha Lubna Al Quasimi
- 2010 年：前英国副首相赫赛尔廷
- 2004 年、2006 年、2008 年：新加坡内阁资政李光耀 （通过卫星）
- 2012 年：美国前国务卿、诺贝尔和平奖得主，亨利·基辛格 博士
- 2016 年：陆克文 （Kevin Rudd）, 前澳大利亚总理；亚洲协会政策研究所总裁，澳大利亚

经济界代表
- 万宝龙国际集团总裁 Lutz Bethge
- 巴斯夫欧洲公司执行董事会副主席，德国经济亚太委员会中国区新闻发言人马丁·薄睦乐 （Martin Brudermüller） 博士
- 诸立力, 第一东方投资集团董事长兼首席执行官，香港
- 欧洲宇航防务集团首席执行官托马斯·恩德斯 （Thomas Enders） 博士
- 德国亚太经济联合会 （OAV） 主席、德意志银行管理委员会联合主席于尔根·费深 （Jürgen Fitschen）
- 复星国际集团总裁兼董事长郭广昌
- 三一重工集团副总裁贺东东
- 朗盛集团董事长 Axel C. Heitmann 博士
- 德国经济亚太委员会主席、西门子集团董事长 Peter Loescher
- 宝钢集团董事长徐乐江
- 上海振华重工（集团）股份有限公司总裁陆建忠
- 中国海运（集团）总公司董事、总经理许立荣
- 赢创工业集团执行董事俞大海博士
- 联想集团董事长杨元庆
- 中外运集团总裁兼执行董事张建伟
- 宋海良博士，中国交通建设股份有限公司副总裁
- 上海振华重工董事长
- 唐仕凯, 戴姆勒股份公司董事会成员, 戴姆勒大中华区投资有限公司（中国）董事长兼首席执行官, 中国
- 李云鹏，中远集团董事长
- 张晓刚，鞍钢集团董事长；国际标准化组织主席
- 周中枢，五矿集团董事长；中国工业经济联合会主席团成员

机构代表
- 欧洲中央银行副总裁 Vítor Constâncio 博士以及 Lucas D. Papademos 教授
- 欧洲中央银行首席经济学家彼得·普拉特 （Peter Praet）
- 中国人民银行副行长李东荣
- 思汇政策研究所总裁 Christine Loh 博士
- 欧洲投资银行行长菲利浦·梅斯塔特 （Philippe Maystadt）以及沃奈尔·霍耶尔（Werner Hoyer）
- 意大利 Bocconi 大学教授、前欧盟专员 Mario Monti 教授
- 第十届全国政协副主席、中国工业经济联合会主席徐匡迪教授
- 中国服务贸易贸易协会主席、中远集团董事长兼总裁魏家福
- 吉勒斯·诺布利特（Gilles Noblet）, 欧洲中央银行国际与欧洲关系总局副局长
- 张雪春博士，中国人民银行驻法兰克福代表处首代

## 网站链接
- http://www.hamburg-summit.com （页面存档备份，存于）
- http://www.hk24.de/en （页面存档备份，存于）